# Henicopernis
A Henicopernis a madarak osztályának a vágómadár-alakúak (Accipitriformes) rendjébe és a vágómadárfélék (Accipitridae) családjába tartozó nem.

## Rendszerezés
A nembe az alábbi 2 faj tartozik:
- kormos darázsölyv (Henicopernis infuscatus)
- pápua darázsölyv (Henicopernis longicauda)